# حمد العنزی
حمد العنزی (عربی: حمد نايف العنزي؛ زادهٔ ۵ اکتبر ۱۹۸۶) بازیکن فوتبال اهل کویت است.
از باشگاه‌هایی که در آن بازی کرده‌است می‌توان به باشگاه ورزشی القادسیه کویت اشاره کرد.
وی همچنین در تیم ملی فوتبال کویت بازی کرده‌است.